# Nadine Enoch
Nadine Enoch (* 1. Februar 1989 in Nürtingen) ist eine deutsche Fußballspielerin.

## Fußball
Die Stürmerin spielt seit der Saison 2009/2010 beim VfL Sindelfingen in der 2. Bundesliga Süd, davor war sie von 2006 bis 2009 beim SC Freiburg in der 1. Frauen-Bundesliga aktiv. Ihre Karriere begann Enoch 1995 in der F-Jugend des TSV Beuren, wechselte 2002 für ein Jahr zum FV 09 Nürtingen und spielte von 2003 an beim SV Jungingen. 2006 wechselte sie dann zum Bundesligisten SC Freiburg. Im September 2008 hat Nadine Enoch ihren Vertrag bei den Bundesligafrauen des Sport-Club Freiburg vorzeitig bis 2010 verlängert, wechselte dann aber im Sommer 2009 überraschend zum VfL Sindelfingen. Nach einer Saison in Sindelfingen, trat sie aus beruflichen Gründen kürzer und wechselte zum TSV Weilheim. Seit 2016 spielt Nadine Enoch beim SV Jungingen in der Verbandsliga Württemberg. 
Zum Einsatz kam Enoch auch in den U-13-, U-15- und U-16-Auswahlen des Württembergischen Fußballverbandes, sowie bei den U-18- und U-20-Auswahlen des Südbadischen Fußballverbandes.

## Persönliches
Enoch absolvierte von 2009 an eine Ausbildung zur Industriekauffrau. Ihre Schwester Carina Enoch spielt ebenfalls aktiv Fußball.

## Vereine
- 1995–2002: TSV Beuren (F-, E-, D-Jugend)
- 2002–2003: FV 09 Nürtingen (B-Juniorinnen, Verbandsstaffel)
- 2003–2006: SV Jungingen (B-Juniorinnen, Oberliga Baden-Württemberg; ab 2005 Frauen aktiv, Oberliga Baden-Württemberg)
- 2006–2009: SC Freiburg
- 2009–2010: VfL Sindelfingen
- 2010–2016: TSV Weilheim
- seit 2016 SV Jungingen

## Erfolge
- 2002 2. Platz im Pokalwettbewerb der D-Junioren des Württembergischen Fußballverbandes
- 2004 2. Platz im Pokalwettbewerb der B-Juniorinnen des Württembergischen Fußballverbandes
- 2006 2. Platz im Pokalwettbewerb der Frauen des Württembergischen Fußballverbandes